# Riserva naturale Monte Barone
La riserva naturale Monte Barone è un'area naturale protetta istituita con Decreto Ministeriale nel 1977 che si sviluppa su parte del territorio della montagna omonima. La riserva si estende per una superficie di 124 ettari in provincia di Foggia.
Si affaccia con strapiombi alti decine di metri sul mare Adriatico.Essa è costituita da una pineta di pino d'aleppo che nel 2002 è stata in parte colpita da un violento incendio.